# Zbigniew Lonc
Zbigniew Bogdan Lonc (ur. 6 września 1958 w Miłocinie) – polski matematyk, profesor nauk matematycznych, profesor Politechniki Warszawskiej.

## Życiorys
W 1982 ukończył studia na Politechnice Warszawskiej. Doktoryzował się w 1985 na macierzystej uczelni. Stopień naukowy doktora habilitowanego uzyskał w 1992 na PW w oparciu o pracę pt. Upakowania, pokrycia i podziały hipergrafów. Tytuł profesora nauk matematycznych otrzymał 20 sierpnia 2002.
Zawodowo związany z Politechniką Warszawską, na której w 2006 objął stanowisko profesora zwyczajnego (po zmianach prawnych profesora). W latach 1996–1999 był kierownikiem studiów doktoranckich w Instytucie Matematyki PW. W latach 2002–2008 pełnił przez dwie kadencje funkcję dziekana Wydziału Matematyki i Nauk Informacyjnych. Ponadto pracował na amerykańskich uczelniach: George Mason University (1986–1987) i University of Kentucky (1999–2001, 2003 i 2017–2018).
Specjalizuje się w kombinatoryce, teorii grafów i zbiorach uporządkowanych. Opublikował ponad 70 prac, wypromował siedmiu doktorów. W latach 2008–2015 był członkiem Polskiej Komisji Akredytacyjnej. Był także członkiem Komitetu Matematyki PAN.
W 2010 został odznaczony Złotym Krzyżem Zasługi.